# I’ll Fight
I’ll Fight ist ein Lied, das für den Dokumentarfilm RBG – Ein Leben für die Gerechtigkeit von Diane Warren geschrieben wurde. Es war bei der Oscarverleihung 2019 als bester Song für einen Oscar nominiert.

## Veröffentlichung
Das Lied läuft während des Abspanns von RBG – Ein Leben für die Gerechtigkeit und wird von Jennifer Hudson gesungen. Hudson war aus Sicht Warrens die perfekte Stimme, da sie sanft aber kraftvoll wie Ruth Bader Ginsburg (RBG) singen könne. Warren wollte vor allem einfangen, dass Ginsberg in einer Auseinandersetzung zwar nie die Stimme hebt, aber trotzdem kraftvoll spricht.
Zeitgleich mit der Premiere des Films wurde die Single  am 4. Mai 2018 bei Epic Records veröffentlicht.
Bei der Oscar-Gala 2019 sang Jennifer Hudson I´ll Fight. Dies war ursprünglich nicht sicher, da geplant war, dass nicht alle nominierten Lieder gespielt werden sollten, sondern nur zwei. Die Lieder Shallow von Lady Gaga und All the Stars von Kendrick Lamar und SZA galten dabei als gesetzt.

## Nominierung
I'll Fight wurde 2019 für den Oscar für den besten Filmsong nominiert, musste sich aber Shallow von Lady Gaga, Mark Ronson, Anthony Rossomando und Andrew Wyatt aus A Star Is Born geschlagen geben.